# Leontopodium

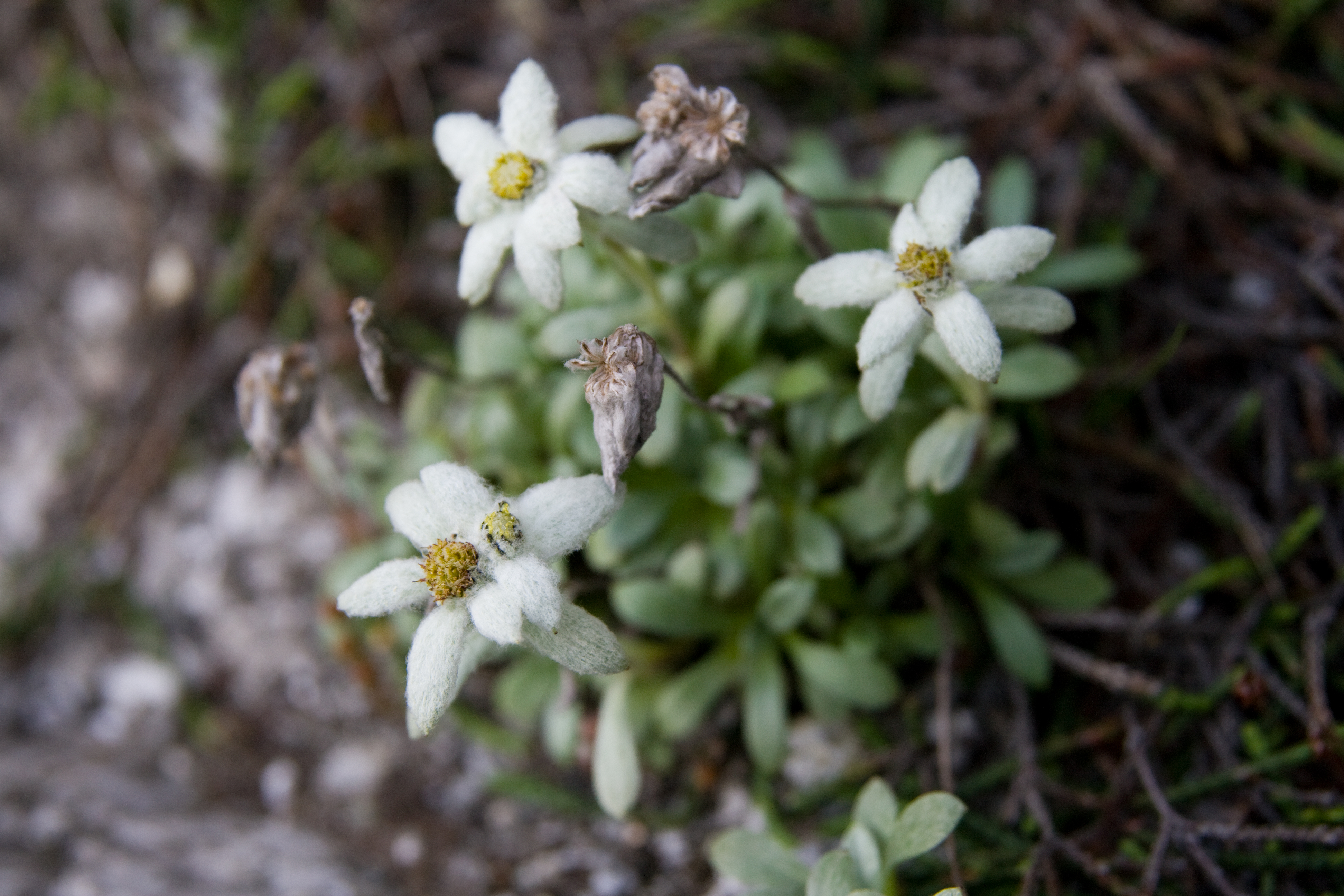
L. shinanense

Leontopodium és un gènere de plantes en la família de les asteràcies, que inclou la flor de neu també anomenada edelweiss en alemany (Leontopodium alpinum), una planta ben coneguda de les muntanyes d'Europa. El terme edelweiss es pot, més rarament, referir a uns altres membres del gènere. El gènere conté aproximadament 30 espècies, nadiu a Europa i Àsia (i potser les Amèriques).

## Espècie
- Leontopodium alpinum
- Leontopodium andersonii
- Leontopodium artemisiifolium
- Leontopodium aurantiacum
- Leontopodium brachyactis
- Leontopodium calocephalum
- Leontopodium campestre
- Leontopodium chuii
- Leontopodium conglobatum
- Leontopodium coreanum
- Leontopodium dedekensii
- Leontopodium delavayanum
- Leontopodium discolor
- Leontopodium fangingense
- Leontopodium fauriei
- Leontopodium forrestianum
- Leontopodium franchetii
- Leontopodium giraldii
- Leontopodium haastioides
- Leontopodium hallaisanense
- Leontopodium haplophylloides
- Leontopodium hayachinense
- Leontopodium himalayanum
- Leontopodium jacotianum
- Leontopodium japonicum
- Leontopodium leiolepis
- Leontopodium leontopodinum
- Leontopodium leontopodioides
- Leontopodium linearifolium
- Leontopodium microphyllum
- Leontopodium longifolium
- Leontopodium melanolepis
- Leontopodium micranthum
- Leontopodium monocephalum
- Leontopodium muscoides
- Leontopodium nanum
- Leontopodium niveum
- Leontopodium ochroleucum
- Leontopodium omeiense
- Leontopodium pusillum
- Leontopodium roseum
- Leontopodium shinanense
- Leontopodium sinense
- Leontopodium smithianum
- Leontopodium souliei
- Leontopodium stoechas
- Leontopodium stoloniferum
- Leontopodium stracheyi
- Leontopodium subulatum
- Leontopodium villosum
- Leontopodium wilsonii